# Erbsenlaus

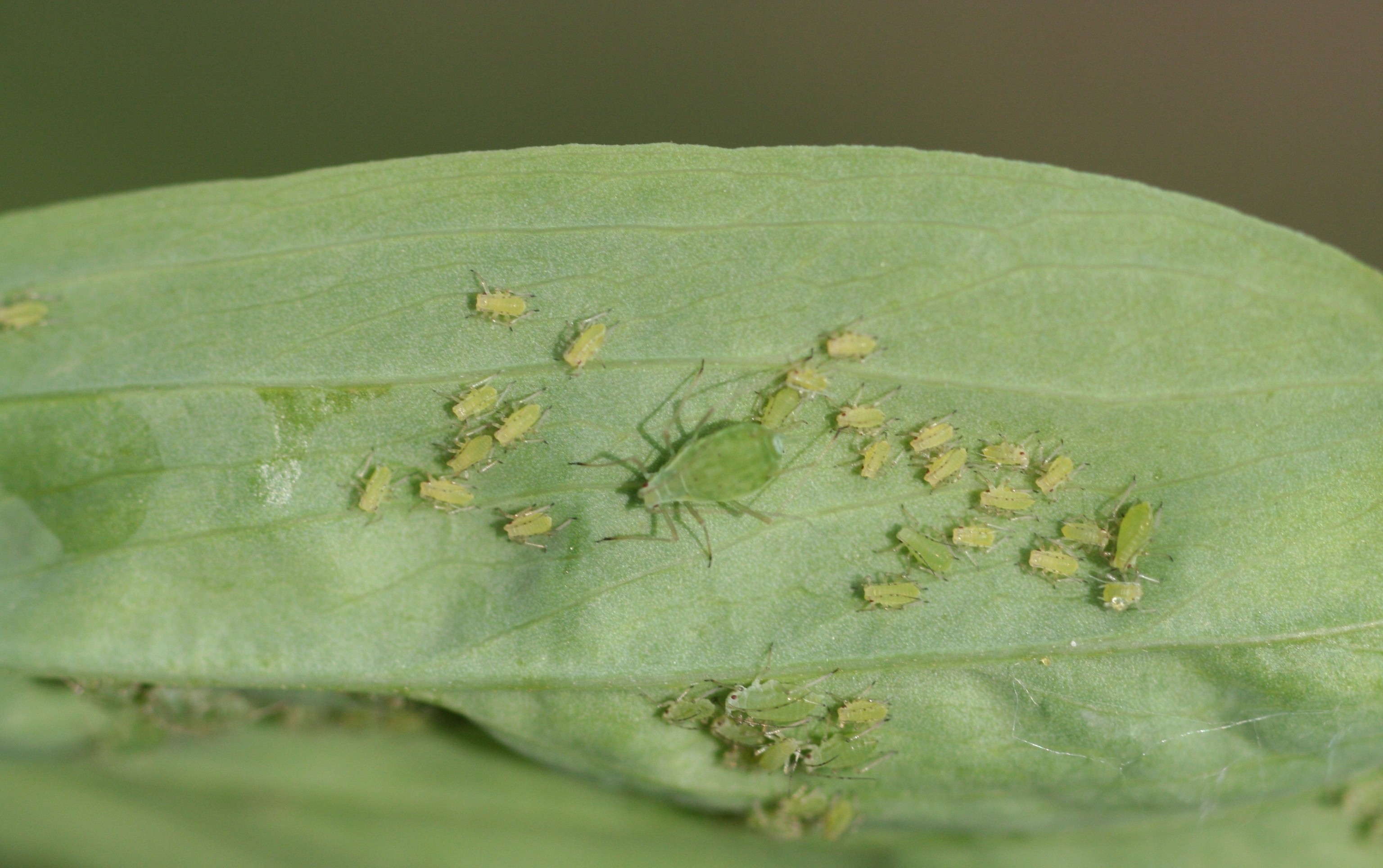
Eine kleine Kolonie von ungeflügelten Individuen der Erbsenlaus: in der Mitte ein adultes Weibchen umgeben von verschiedenen Nymphenstadien auf einem Blatt des Gartensalats

Die Erbsenlaus (Acyrthosiphon pisum), auch Erbsenblattlaus genannt, ist eine Blattlaus aus der Familie der Röhrenblattläuse. Sie gilt als Schädling auf verschiedenen Nutzpflanzen aus der Unterfamilie der Schmetterlingsblütler, wie Erbsen, Ackerbohnen, Luzernen und Klee. Eine Analyse ihres Erbguts wurde im Jahr 2010 von einer Gruppe von Forschern veröffentlicht. Sie waren die Ersten, die die Nukleotidsequenz eines Hemimetabolen Insekts aus der phylogenetisch ursprünglichen Gruppe der Schnabelkerfe zur Gänze entschlüsselten. Die Erbsenlaus könnte zu einem neuen biologischen Modellorganismus werden.

## Beschreibung
Der Genotyp der Erbsenlaus ist für die molekularbiologische Forschung von besonderem Interesse, weil er sehr unterschiedliche Ausprägungen von Merkmalen (Phänotypen) auf der Basis des gleichen Genoms hervorbringen kann.

### Lebenszyklus
Zu den verschiedenen, an die jeweiligen saisonalen Gegebenheiten angepassten Formen gehören geflügelte und ungeflügelte Weibchen, die sich ungeschlechtlich vermehren können. Die genetisch identischen Larven werden lebend geboren. Werden im Verbreitungsgebiet der Erbsenlaus im Herbst die Tage kürzer, induziert dies die Herausbildung von Männchen und geschlechtlichen Weibchen, die ebenfalls geflügelt oder ungeflügelt sein können. Nach der Paarung werden befruchtete Eier abgelegt, die überwintern, und im nächsten Frühling zu einer ungeflügelten Generation parthenogenetischer Weibchen führen.

### Merkmale
Die erwachsenen Tiere werden bis zu drei Millimeter lang. Sie sind blass gelblich bis hellgrün.
Eine rötliche Farbvariante wird durch erhöhte Temperaturen erzeugt. Auch dieser Phänotyp kann epigenetisch weitergegeben oder umgewandelt werden.
Die Augen sind rot gefärbt. Die beiden Antennen sind so lang wie der Körper, ihre distalen Glieder sind ebenso wie die der Beine braun. Die Erbsenlaus besitzt stechend-saugende Mundwerkzeuge, mit denen sie in die Leitbündel der Pflanzen eindringen und sich von den Pflanzensäften ernähren kann. Die Siphunculi oder Siphone, röhrenförmige Organe am Hinterende der Röhrenblattläuse, sitzen auf konischen Skelettelementen. Die Cauda, das ist das Schwänzchen am hinteren Körperende der erwachsenen Tiere, ist lang und besitzt sechs Haare. Mit ihrer Hilfe können sich die Blattläuse des Honigtaus entledigen, der als Exkretionsflüssigkeit aus den überschüssigen Assimilaten der Pflanzensäfte gebildet wird. Der Honigtau ist zuckerhaltig und wird rasch von Rußtaupilzen besiedelt, die die Photosynthese der Pflanzen behindern können.
Die Nymphen ähneln den erwachsenen Tieren, haben aber noch keine Cauda. Sie müssen den Honigtau mit den Hinterbeinen abstreifen.

## Lebensweise
Ursprünglich eine paläarktisch verbreitete Art, kommt die Erbsenlaus heute weltweit vor. Die Kultivierung einer Reihe von Arten aus dem von den Erbsenläusen bevorzugten Spektrum der Wirtspflanzen durch den Menschen hat zu dieser weltweiten Verbreitung beigetragen. Zu diesen Pflanzen zählen neben den auch in Mitteleuropa heimischen Arten der Hülsenfrüchtler wie Ackerbohnen, Erbsen und Linsen auch tropische und subtropische Nutzpflanzen wie Straucherbsen, Bockshornklee oder Sesbania grandiflora.
Die Erbsenläuse saugen am Phloem, das ist der Teil des Leitbündels der Gefäßpflanzen, in dem Nährstoffe und andere Assimilate transportiert werden. Die Blattläuse schädigen die Wirtspflanzen aber nicht nur durch den Entzug wichtiger Aufbaustoffe, sondern sie sind auch Überträger von verschiedenen viralen Infektionen, die sich über das Phloem rasch in der Pflanze verbreiten können. Zu ihnen gehören Viren, die Mosaik- und Blattrollsymptome auslösen.

### Symbiose
Die Erbsenläuse leben in Symbiose mit Bakterien der Arten Buchnera aphidicola und Regiella insecticola. Diese leben in speziellen Zellen der Erbsenläuse, den Bakteriozyten, wo sie spezielle Aufgaben beim Auf- oder Umbau von Zuckermolekülen und Aminosäuren übernehmen. Die Bakterien werden bereits über die Eier an den Nachwuchs weitergegeben. Das Genom von Buchnera aphidicola wurde bereits um die Jahrtausendwende sequenziert und konnte mit dem der Erbsenlaus verglichen werden. Es scheint jedoch im Laufe der Evolutionsgeschichte wenig Gentransfer zwischen den beiden Arten stattgefunden zu haben.

### Verhalten
Die Erbsenläuse lassen sich bei Gefahr zu Boden fallen. Dabei landen sie fast immer (mehr als 95 %) auf den Beinen. Dies wird passiv durch eine spezielle Körperhaltung erreicht: die Fühler am Kopf und die zwei langen Hinterbeine werden bogenförmig nach oben ausgestreckt. Als Vorteil gilt die höhere Chance, auf tieferen Blättern Halt zu finden bzw. am Boden schneller zu einer Wirtspflanze zu gelangen. Die Fallreaktion wird nicht nur durch mechanische Reize wie Erschütterungen der Pflanzenteile ausgelöst, sondern auch durch Pheromone, die bei Gefahr durch ein Sekret aus den Siphonen abgegeben werden. Diese Alarmpheromone, die zusammen mit einem Abwehrsekret von den Blattläusen abgegeben werden, dienen als Signal für die anderen Artgenossen. Die Anwesenheit von Schwebfliegenlarven der Art Syrphus corollae, die sich von Blattläusen ernähren, führt ebenfalls zu einer Fallreaktion der Erbsenläuse. Die Schwebfliegenlarven verlassen dann ebenfalls die Pflanze, weil die Beutedichte erheblich geringer wird.